# Дискретний елемент
Дискретні елементи — це такі елементи (електрорадіоелементи (ЕРЕ)), які мають певне конструктивно закінчене виконання.

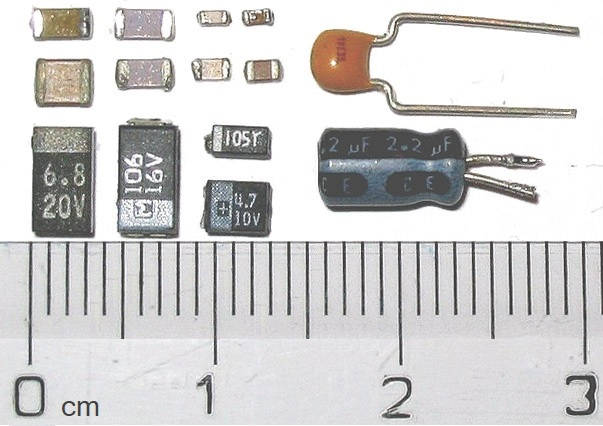
Дискретні елементи

Приклад графічного зображення дискретних елементів на електричних схемах.

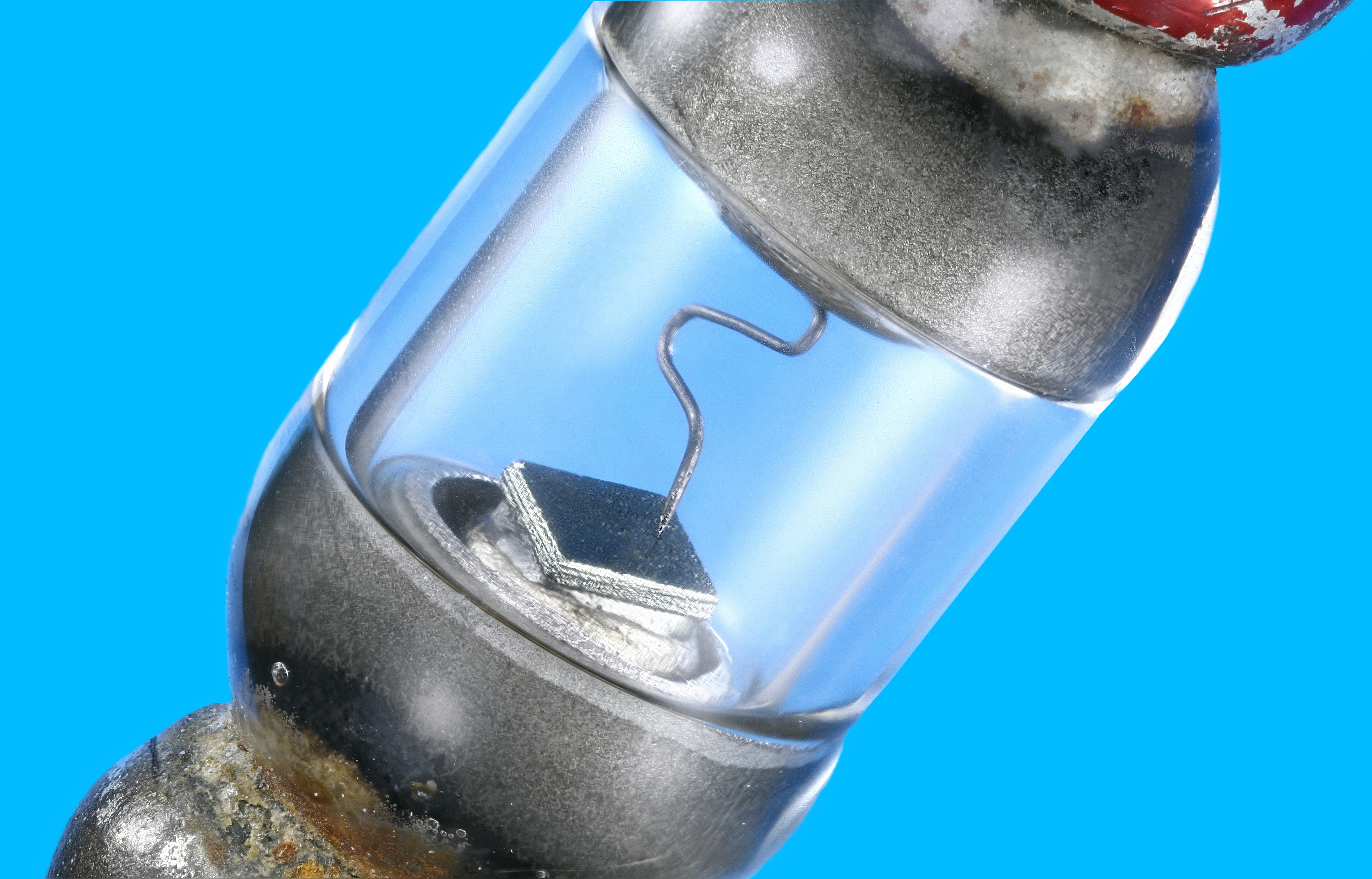
Дискретний елемент у скляному корпусі

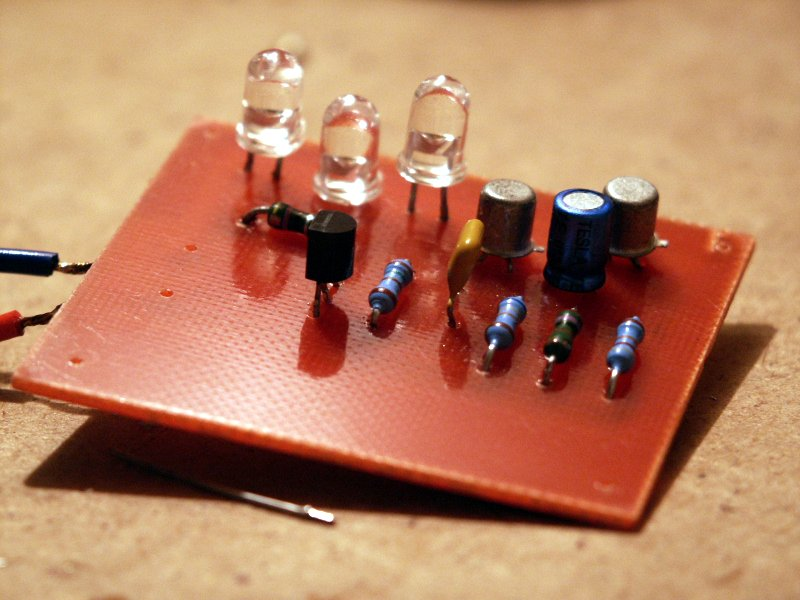
Дискретні компоненти наскрізного монтажу.

## Призначення
Дискретні ЕРЕ призначені для виконання певних елементарних функцій в пристроях генерування і оброблення сигналів, запису, оброблення, зберігання та відтворення інформації.

## Класифікація
- Дискретні ЕРЕ класифікують за середовищами, в яких відбуваються процеси, які визначають роботу елементів. Розрізняють твердотілі, вакуумні та газонаповнені дискретні ЕРЕ, в яких згадані вище процеси проходять відповідно в твердому тілі, вакуумі та газовому середовищі.

- Дискретні ЕРЕ також класифікують за їх здатністю перетворювати енергію джерела живлення в енергію корисних сигналів. За цією ознакою всі дискретні елементи поділяють на пасивні та активні. Пасивні ЕРЕ неспроможні цього робити, активні спроможні.

- Дискретні елементи також класифікують за частотою. Розрізняють низькочастотні (НЧ), високочастотні (ВЧ) та надвисокочастотні (НВЧ) ЕРЕ, які працюють в діапазонах частот 3...3000 кГц, 3...3000 МГц, 3...3000 ГГц відповідно. Кожен з цих діапазонів за міжнародною класифікацією ділиться на окремі піддіапазони.

- Класифікують дискретні елементи також за розсіюваною потужністю. За цим показником їх ділять на потужні і малопотужні. Звичайно потужними вважають дискретні ЕРЕ, які розсіюють потужності більше ніж 10 Вт, малопотужними - менше ніж 10 Вт.

- Можлива класифікація дискретних елементів за робочою напругою. Розрізняють низьковольтні ЕРЕ, для них Uр < 1 кВ і високовольтні, для яких Uр > 1 кВ.

## Будова
Дискретні елементи виконують різні функції, відповідно мають різну будову, тобто різне конструктивне виконання, яке їх забезпечує. Водночас необхідно відзначити, що існують деякі загальні закономірності конструктивного виконання дискретних ЕРЕ. До них належать наявність робочих елементів, які виконують електричні функції, їх ізоляція, наявність захисту від зовнішніх умов, зовнішніх виводів тощо.
Будова дискретних елементів значною мірою залежить від діапазону робочих частот, розсіюваної потужності та робочої напруги. ВЧ- та НВЧ- елементи мають конструкції, які мінімізують їх паразитні ємності та індуктивності, послабляють частотну залежність параметрів. В них часто збільшені відстані між електродами і водночас зменшені їх площі, дротяні зовнішні виводи замінені дисковими, стрічковими або ж спеціальним контактним шаром, немає захисних покриттів тощо.
Потужні дискретні елементи, навпаки, мають більші площі електродів, виготовлених з високотеплопровідних матеріалів, масивні корпуси, часто з ребристою поверхнею, яка полегшує розсіювання тепла.
Високовольтні дискретні елементи мають більші відстані між електродами, ізоляцію елементів, виготовлену з електрично міцних діелектричних матеріалів.
Специфічну будову мають елементи змінних номіналів. Вони також мають деякі загальні закономірності конструктивного виконання. До них належить наявність статора, ротора, елементів переміщення та фіксації.

## Робота
Робота дискретних елементів визначається тими функціями, які вони виконують. Разом з тим, необхідно відзначити, що на роботу істотно впливає конструкція, яка значною мірою визначає паразитні параметри. Вплив на роботу конструкції посилюється з підвищенням частоти, температури, потужності тощо. 

## Властивості
Розглядаючи властивості дискретних елементів, зручно порівнювати їх з властивостями інтегрованих аналогів. Дискретні елементи володіють добрими характеристиками і параметрами, оскільки вони мають оптимальні конструкцію і технологію, які не пов’язані з одночасним виготовленням інших елементів, як, наприклад, при конструюванні та виготовленні інтегрованих діодів, напівпровідникових резисторів, конденсаторів тощо. Але, разом з тим, необхідно відзначити, що дискретні ЕРЕ, розсіюючи більші потужності, ніж інтегровані елементи, працюючи при більших струмах і напругах, а також через наявність власних корпусів, мають значно більші, ніж їх інтегровані аналоги, вагогабаритні показники. Це, своєю чергою, знижує їх стійкість до впливу механічних чинників (ударів, вібрацій, пришвидшень тощо). Крім того, індивідуальний корпусний захист дискретних ЕРЕ, як відзначалося вище, супроводжується появою додаткових паразитних ефектів, які погіршують параметри елементів (наприклад, зменшують їх робочі частоти).
Монтаж дискретних елементів методами паяння, зварювання, приклеювання, накручування знижує надійність електронної апаратури.
При переході до інтегрованої елементної бази кількість контактів зменшується здебільшого за рахунок паяних з’єднань між дискретними елементами, з’єднань накруткою, а також часткової заміни перемикачів, реле, герконів оптоелектронними та твердотілими комутаторами.

## Застосування
Основною елементною базою сучасних електронних апаратів є інтегровані мікросхеми (ІМС), функційні пристрої (ФП). Дискретні елементи не конкурують з ними, а доповнюють їх, виконуючи ті функції, які не можуть забезпечити їх інтегровані аналоги. Це, передовсім, забезпечення змінних номіналів (змінні та підлаштовні резистори, конденсатори, котушки), великих напруг, струмів, потужностей. Малогабаритні безкорпусні дискретні елементи застосовують як компоненти гібридних ІМС.